# استانتک
استانتک (انگلیسی: Stantec) شرکت خدمات حرفه‌ای کانادایی است، که در زمینه ارائه خدمات مهندسی، معماری و طراحی فعالیت می‌کند. این شرکت در سال ۱۹۵۴ توسط دن استنلی تأسیس شد.